# Železnyj angel
Železnyj angel (Железный ангел) è un film del 1942 diretto da Vladimir Jur'evič Jurenev.